# 14 tháng 9
Ngày 14 tháng 9 là ngày thứ 257 (258 trong năm nhuận) trong lịch Gregory. Còn 108 ngày trong năm.

## Sự kiện
- 81 – Domitianus trở thành hoàng đế của Đế quốc La Mã khi anh trai là Titus từ trần.
- 786 – Harun Al-Rashid của nhà Abbasid trở thành khalip khi anh al-Hadi chết.
- 932 – Trấn Nam tiết độ sứ Mã Hy Phạm tập vị cai quản nước Sở, tức ngày Tân Dậu (12) tháng 8 năm Nhâm Thìn.
- 1752 – Lúc khi chấp nhận lịch Gregory, Đế quốc Anh nhảy 11 ngày, tức ngày 2 tháng 9 dẫn thẳng đến 14 tháng 9.
- 1812 – Pháp xâm lăng Nga: Sau trận Borodino bảy ngày trước, Napoleon và quân đội Grande Armée chiếm Moskva, nhưng thành phố đã bị cháy và bỏ hoang.
- 1867 – Tư bản của Karl Marx được xuất bản tại Anh Quốc.
- 1901 – Theodore Roosevelt trở thành Tổng thống Hoa Kỳ, lúc đó là người trẻ nhất nhậm chức ở tuổi 42, tám ngày sau William McKinley bị ám sát.
- 1946 – Marius Moutet và Hồ Chí Minh ký kết Tạm ước Việt - Pháp, một thành quả của Hội nghị Fontainebleau tại Seine-et-Marne, Pháp.
- 1960 – Tại một hội nghị ở Bagdad, các chính quyền Iran, Iraq, Kuwait, Ả Rập Xê Út, và Venezuela thành lập Tổ chức các nước xuất khẩu dầu lửa (OPEC) để thống nhất và phối hợp các chính sách dầu lửa.
- 2000 – Microsoft phát hành Windows Me, hệ điều hành cuối cùng trong dòng Windows 9x.
- 2015 – Các sóng hấp dẫn được quan sát lần đầu tiên bởi Đài quan trắc LIGO tại Mỹ, có hình dạng sóng khớp với dự đoán của thuyết tương đối rộng.

## Sinh
- 1503 - Trịnh Kiểm, người mở đầu sự nghiệp nắm quyền của họ Trịnh, đương thời không xưng chúa nhưng sau khi chết được xem là chúa Trịnh đầu tiên trong lịch sử Việt Nam (m. 1570).
- 1934 - Ngọc Sơn (nhạc sĩ trước 1975)
- 2000 – Han Jisung, thành viên người Hàn Quốc nhóm nhạc nam Stray Kids

## Mất
- 1852 – Arthur Wellesley,  là một quý tộc và quân nhân người Ireland gốc Anh trong Quân đội Anh, Thủ tướng Anh Quốc (s. 1769)
- 1901 – Tổng thống Hoa Kỳ William McKinley (s. 1843)
- 1963 – Nam Phương Hoàng Hậu (s. 1914)
- 1996 - Nguyễn Đức Khánh, Chuẩn tướng Quân lực Việt Nam Cộng hòa (s. 1932)
- 2013 - Phan Hòa Hiệp, Chuẩn tướng Việt Nam Cộng hòa (s. 1927)